# 奥高尾縦走路

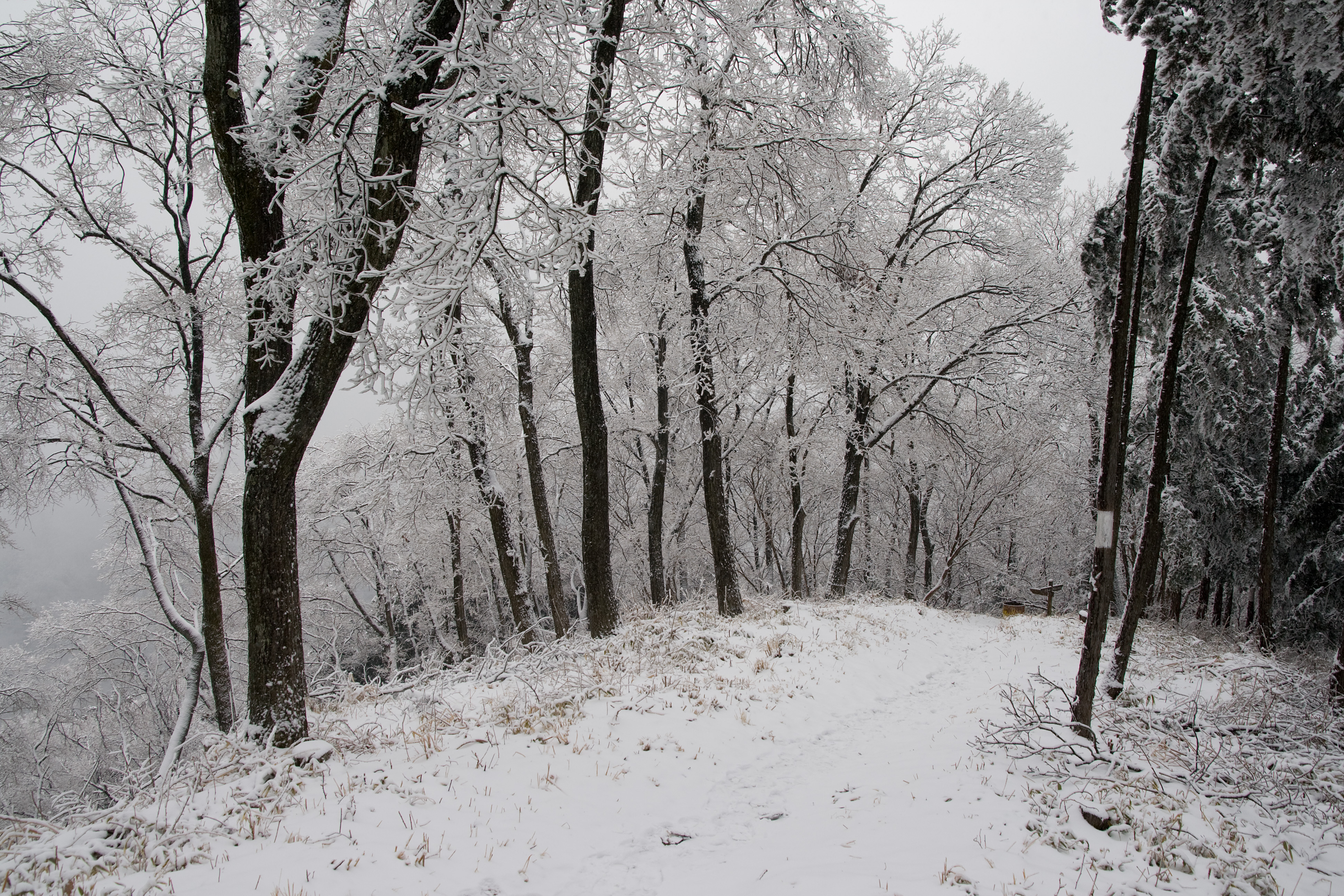
刈寄山山頂付近の登山道
（2010年2月撮影）

奥高尾縦走路（おくたかおじゅうそうろ）は、高尾山より北西に連なる尾根のことで、東京都八王子市、神奈川県相模原市緑区、東京都西多摩郡檜原村および東京都あきる野市の境界となっている。
日本経済新聞がYAMAPを使用して集計した「2023年に登頂回数が多かった山」ランキングでは、高尾山が全国1位、城山が全国3位、景信山が全国7位、陣馬山が全国10位を記録するなど、登山者に人気の高い山々を結ぶ。

## 範囲
- 高尾山（599m）から臼杵山まで
- 高尾山から醍醐丸までは笹尾根および関東ふれあいの道と重なる。
- 高尾山から城山までは東海自然歩道と重なる。

## 奥高尾縦走路の山々
- 高尾山 (599m)
- 城山（小仏城山） (670m)
- 小仏峠 (548m)
- 景信山 (727m)
- 堂所山 (731m)
- 明王峠 (739m)
- 陣馬山 (857m)
- 和田峠 (690m)
- 醍醐丸 (867m) （山頂付近の862.7mの市境地点が八王子市最高所）
- 市道山 (795m) （戸倉三山）
- 臼杵山 (842m) （戸倉三山）
- （刈寄山 (687m)（戸倉三山））
- （今熊山 (505m)）

## 八王子八峰
- 高尾山・城山・景信山・陣馬山・醍醐丸・市道山・刈寄山・今熊山を総称して八王子八峰といい、八王子市教育委員会により「八王子八峰登山大会」が毎年開催されている。（厳密に言えば、醍醐丸、市道山、刈寄山の各山頂部分は、八王子市域には属していない。）